# Phippsøya
Phippsøya est une île de Norvège située dans l'océan Arctique. Il s'agit de la plus grande île de l'archipel des Sjuøyane situé tout au nord du Svalbard.
L'île de Phippsøya est nommée d'après l'explorateur anglais Constantine John Phipps , qui commandait deux navires partis en expédition dans l'Arctique et atteignit le Svalbard ainsi que l'archipel des Sjuøyane en 1773.
Les Sjuøyane ainsi que ses eaux environnantes sont incluses dans la réserve naturelle de Nordaust-Svalbard.